# Майзель, Любовь Яковлевна
Майзель Любовь Яковлевна (21 декабря 1908, Волковыск — 25 августа 1978, Алма-Ата ) — советская театральная актриса. Народная артистка Казахской ССР (1955).

## Биография
Дочь владельца типографии Янкеля Хаимовича Майзеля. В период с 1925 по 1928 работала в харьковском Театре Пролеткульта, в период с 1930 по 1935  — в ленинградском Театре Пролеткульта. Начиная с 1935 около 40 лет работала в Алма-Атинском русском театре драмы.
Муж — В. И. Дьяков.

### Основные роли
- 1938 — Гроза (пьеса) — Кабаниха
- 1945 — Так и будет — майор Греч
- 1948 — Бесприданница — Огудалова
- 1948 — Интервенция (пьеса) — мадам Ксидиас
- 1951 — Егор Булычов и другие (пьеса) — Меланья
- 1955 — «Кража» Дж.Лондона — миссис Старкуэдор
- 1952 — Любовь Яровая — Дунька
- 1956 — Униженные и оскорблённые — Бубнова
- 1964 — Волки и овцы — Мурзавецкая
- 1966 — «Физики» Ф.Дюрренматта — Лина Розе
- 1971 — Село Степанчиково и его обитатели — Обноскина

## Награды
- Орден «Знак Почёта» (3 января 1959) — за выдающиеся заслуги в развитии казахского искусства и литературы и в связи с декадой казахского искусства и литературы в гор. Москве
- Народная артистка Казахской ССР (1955)